# Sarthe
Sarthe je department ve Francii. Jméno pochází od stejnojmenné řeky. Department byl založen v průběhu Francouzské revoluce dne 4. března 1790. Hlavní město je Le Mans.

## Geografie
Department Sarthe je součástí regionu Pays de la Loire. Hraničí s departmenty Orne, Eure-et-Loir, Loir-et-Cher, Indre-et-Loire, Maine-et-Loire a Mayenne.

## Průmysl
Hlavními odvětvími jsou barvení textilu a chemická syntéza.